# استخوان صاف
استخوان‌های صاف یا استخوان‌های تخت (به انگلیسی: Flat bone) استخوان‌هایی هستند که وظیفه اصلی آن‌ها حفاظت گسترده یا ایجاد سطوح گسترده برای اتصال عضلانی است. این استخوان‌ها به صفحه‌های پهن و صاف، مانند جمجمه (cranium)، ایلیوم، ایسکیوم و لگن (pubis)، جناغ سینه و قفسه سینه منبسط می‌شوند. استخوان‌های صاف عبارتند از: پس‌سری، آهیانه، پیشانی، بینی، اشکی، خیش، جناغ سینه، دنده‌ها و کتف.
این استخوان‌ها از دو لایه نازک استخوان فشرده تشکیل شده‌اند که مقدار متغیری از استخوان اسفنجی را بین آنها محصور می‌کند، که محل مغز استخوان قرمز است. در یک فرد بالغ، اکثر گلبول‌های قرمز خون در استخوان‌های صاف تشکیل می‌شوند. در استخوان‌های جمجمه، لایه‌های بافت فشرده به عنوان جداول جمجمه شناخته می‌شوند. قسمت بیرونی سخت و کلفت است. قسمت درونی نازک، فشرده و شکننده است و از این رو میز شیشه‌ای (شیشه‌مانند) نامیده می‌شود. بافت اسفنجی مداخله‌ای دیپلوی نامیده می‌شود و در ناحیه بینی جمجمه جذب می‌شود تا فضاهای پر از هوا – سینوس‌های پیرابینی بین دو میز باقی بماند.

## تصویر بیشتر

استخوان‌های صاف در اسکلت انسان. (با رنگ قرمز نشان داده شده است)
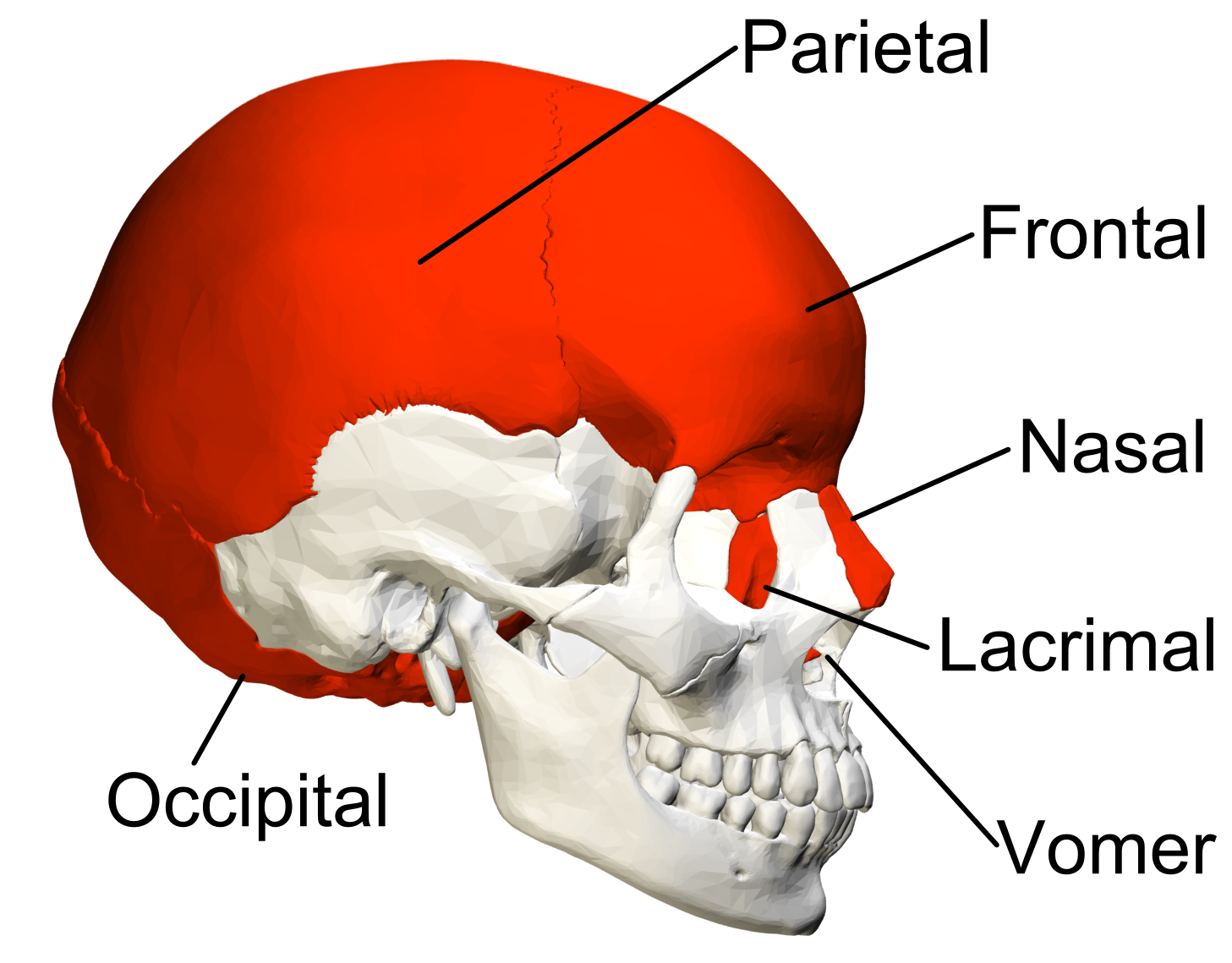
استخوان‌های صاف در جمجمه انسان . (با رنگ قرمز نشان داده شده است)
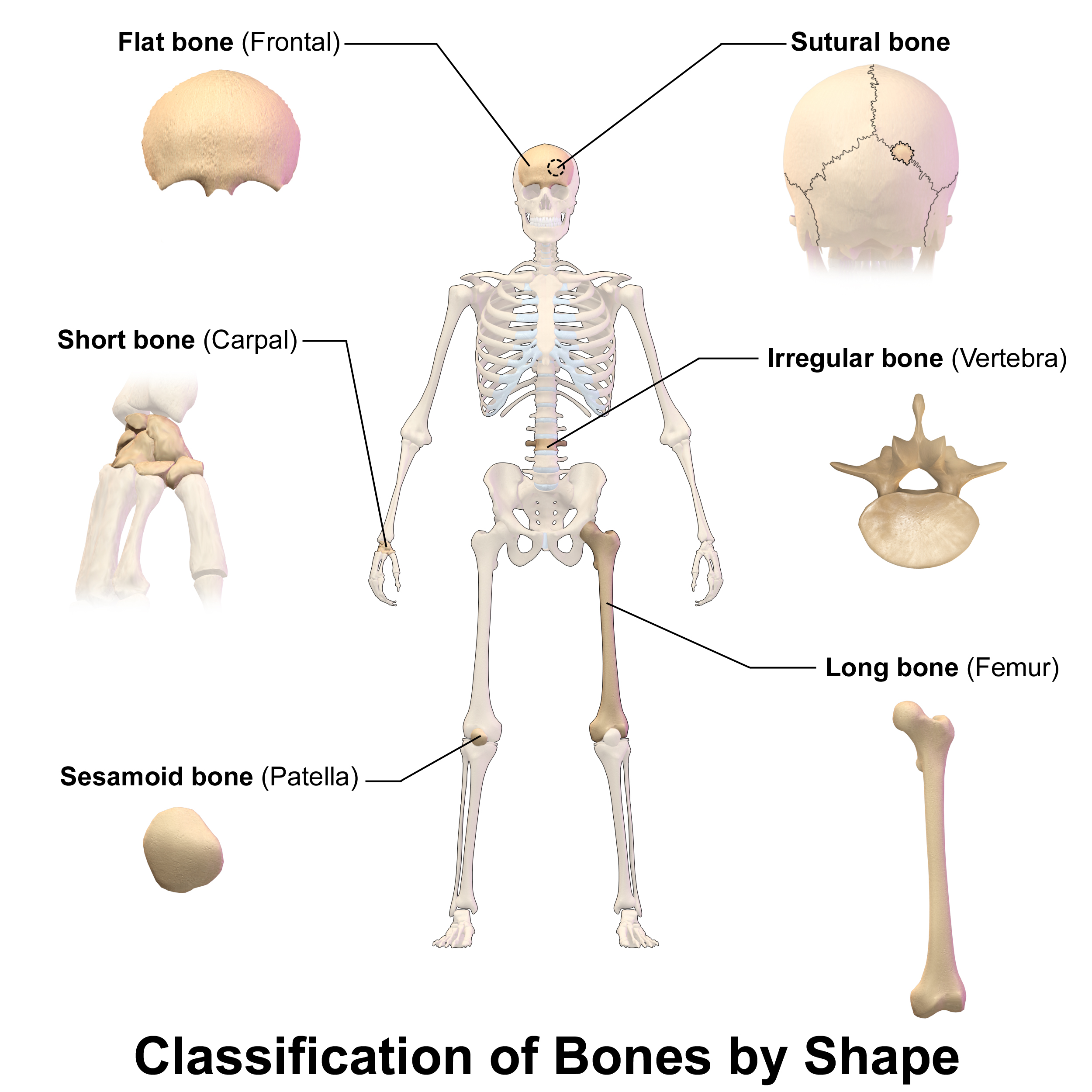
طبقه‌بندی استخوان‌ها بر اساس شکل